# Bence Tuzson
Bence Balázs Tuzson (* 31. ledna 1972 Budapešť) je maďarský právník a pravicový politik, od srpna 2023 ministr spravedlnosti v páté vládě Viktora Orbána.

## Biografie
Narodil se roku 1972 v Budapešti v tehdejší Maďarské lidové republice do rodiny strojního inženýra a stavební inženýrky. V roce 1991 odmaturoval na Szilágyi Erzsébet Gimnázium, poté absolvoval studium práv na Univerzitě Loránda Eötvöse a studium oboru historie–maďarština na Katolické univerzitě Petra Pázmánye.

### Politická kariéra
V roce 1989 vstoupil do Maďarského demokratického fóra (MDF). Mezi lety 1996 až 1999 byl členem Magyar Demokrata Néppárt (MDNP). Od roku 1999 je členem strany Fidesz – Maďarská občanská unie (Fidesz), za kterou byl v parlamentních volbách 2014, 2018 a 2022 zvolen poslancem Zemského sněmu. Dne 1. srpna 2023 nahradil Judit Vargovou na postu ministra spravedlnosti v páté vládě Viktora Orbána.

## Soukromý život
Je ženatý a má pět dětí.
Hovoří anglicky, maďarsky a německy.